# La nave dei morti
La nave dei morti (Plague Ship) è un romanzo di azione e avventura di Clive Cussler creato con la collaborazione di Jack Du Brul appartenente alla serie degli "Oregon Files" uscito negli Stati Uniti nel 2008.

## Edizioni
- (EN) Clive Cussler e Jack Du Brul, Plague Ship, 1ª ed., New York, Putnam's Sons, 2008, ISBN 0-399-15497-3.
- Clive Cussler e Jack Du Brul, La nave dei morti, collana La Gaja Scienza, traduzione di Sebastiano Pezzani, Longanesi, 10 febbraio 2011,  p. 504, ISBN 9788830428355.
- Clive Cussler e Jack Du Brul, La nave dei morti, traduzione di Sebastiano Pezzani, Best TEA, TEA, 10 novembre 2016,  p. 502, ISBN 9788850244966.
- Clive Cussler e Jack Du Brul, La nave dei morti, traduzione di Sebastiano Pezzani, Tea più, TEA, 16 settembre 2022,  p. 512, ISBN 9788850257362.